# Indra

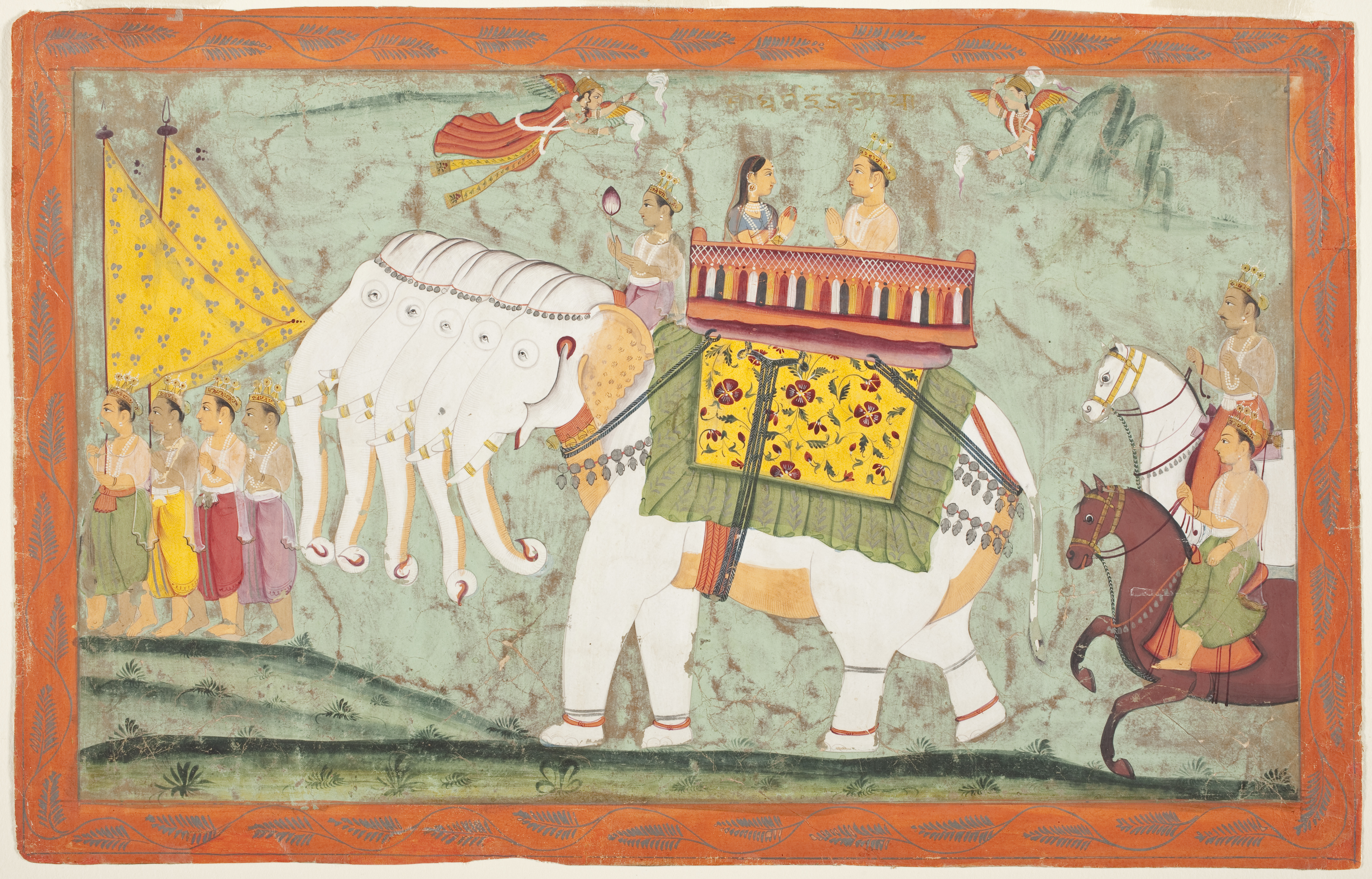
Indra y su esposa Sachi sobre su vehículo Airavata.

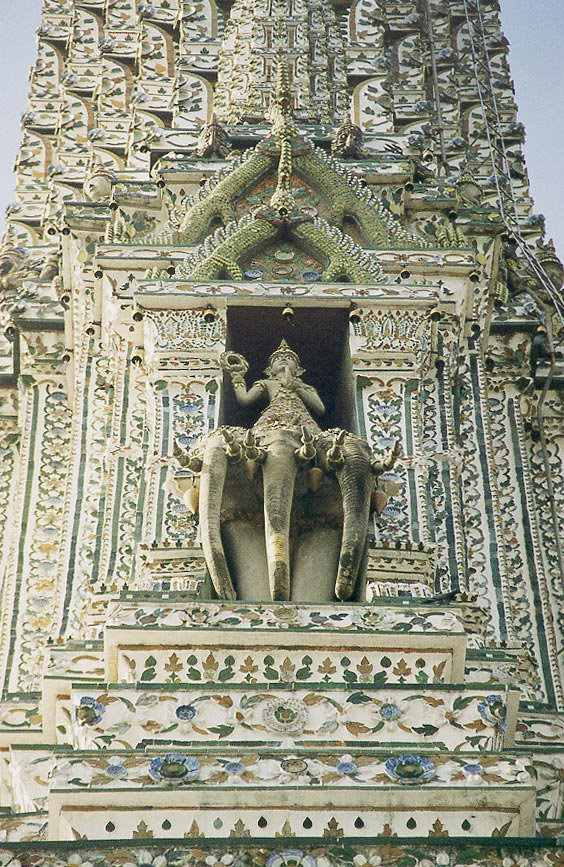
El dios Indra y el elefante de tres cabezas Erawan (Airavata). Detalle del Phra Prang, la torre central del Wat Arun (‘templo del crepúsculo’) en Bangkok (Tailandia). Fotografía satelital del templo: Maps.Google.com.

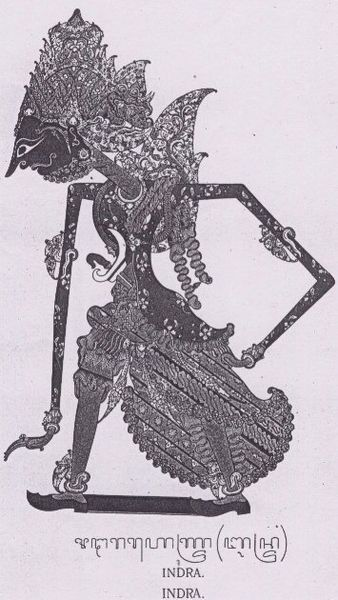
Figura indonesia de Indradev.

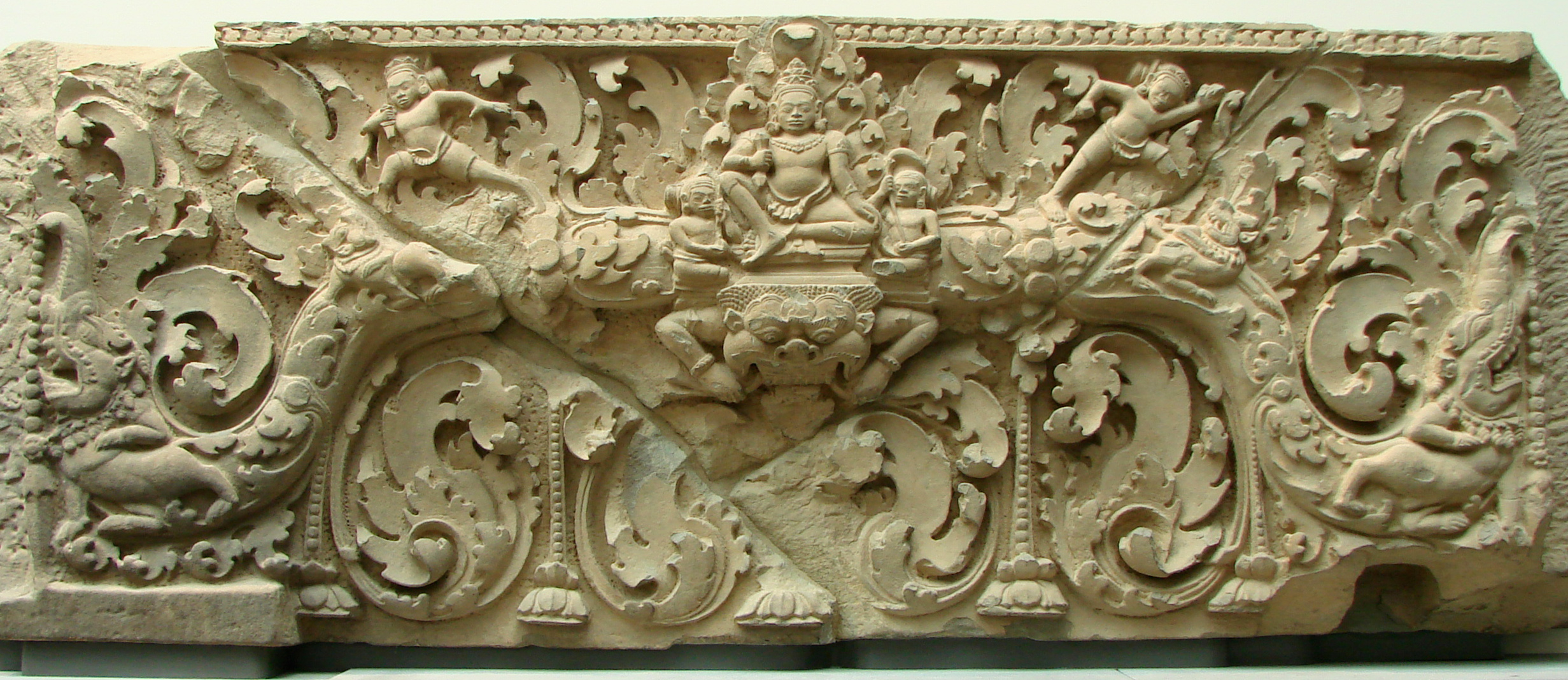
Indra rodeado de servidores; en los extremos se ven elefantes-leones (gaja-simha). Friso camboyano, de la provincia de Siemreap (Prasat Koki, Phnom Kulen); estilo de Kulen, siglo IX, en gres; actualmente propiedad del museo Guimet (en París).

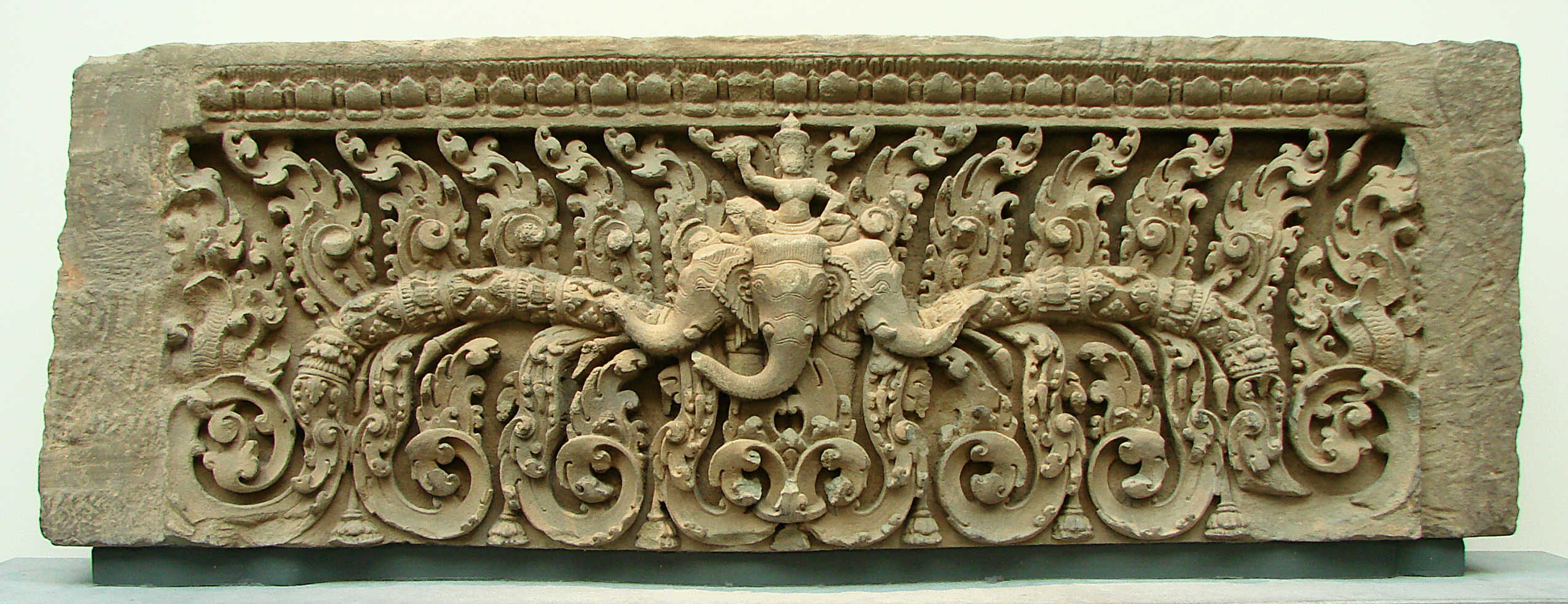
Al centro: Indra cabalga sobre el elefante tricéfalo Airavana (sic, por Airavata) y blande el rayo. Friso en estilo preRup, fines del siglo X; actualmente propiedad del museo Guimet (en París).

En la mitología hindú, Indra es el gas de los dioses o devas y señor del Cielo y dios principal de la religión védica (prévia al hinduismo) en la India.
Aparece como héroe, deidad y figura central en el libro Rig-veda (mediados del II milenio a. C.).
Dentro de las divinidades hinduistas, es considerado el dios de la guerra, la atmósfera, el cielo visible, la tormenta y el rayo (que es representado como una espada con ondulaciones, la cual evoca la forma del rayo). Como antigua deidad suprema, sería el creador de la Perlas de Indra en la cosmología hindú.
Posteriormente, en el hinduismo, se convirtió en el rey de todos los semidioses (dioses inferiores) y fue superado por los dioses Brahma, Vishnu y Shiva.
Su arma es el relámpago (representada en el astra vashra).
Su vajana (vahana: ‘vehículo, montura’) es el elefante Airavata, que representa la nube de la cual Indra hace descargar su lluvia.
Entre otras cosas es el dios regente de la pupila del ojo derecho (mientras que la del izquierdo es representada por su esposa, la diosa Indrānī) o Sachi.
Su piel es blanca o amarillenta y su cuerpo está cubierto de ojos con párpados que le permiten ver todo lo que sucede en el mundo.
En realidad, esos ojos fueron una maldición-bendición de sabio Gótama.
Indra había seducido a la esposa del sabio, Ajalia (Ahalya).
Al enterarse el asceta del adulterio, hizo que el cuerpo de Indra se llenara de decenas de vulvas.
Indra hizo penitencias para pedir perdón, y el sabio terminó accediendo a convertir las vulvas en ojos.
En las escrituras hinduistas, Indra, al ser un deva conocedor del karma, es un dios temeroso de perder su puesto como dios principal.
Por eso, cuando se entera de que algún humano (como Vishuámitra) realiza muchas austeridades para ganar karma que le permita ascender en una siguiente encarnación y pueda así llegar a ocupar el puesto de Indra, este envía a las prostitutas celestiales, las apsaras (como Urvashí, Rambhá o Menaká) para que lo seduzcan y le hagan perder todo avance místico. Sin embargo, al final igualmente terminó por perder su estatus de Dios principal en favor de los dioses de la Trimurti.

## Orígenes
En la primera religión védica (previa a la religión hinduista) Indra (dios del cielo) es hijo de Diaus Pitar el Padre de los Cielos, quien es esposo de Prituí (la Tierra) y también padre de Agni (dios del fuego). Asimismo, Indra sería igualmente el hermano de Suria (el dios del Sol).
Con la aparición del hinduismo (religión puránica) Diaus Pitar directamente desaparece del panteón, siendo reemplazado por su hijo Indra.
Se puede clasificar a Indra como una deidad afín a otros dioses indoeuropeos, como Dieus, Thor, Perún, Zeus, Júpiter y el dios hitita-anatolio Tarhun, también con otros dioses de las bebidas alcohólicas como Dionisos, también invoca legiones de espíritus de apoyo. El nombre de Indra también se menciona entre los dioses de los mitanni, un pueblo hurrita que gobernó el norte de Siria entre el 1500 y el 1270 a. C.

## En el «Rig-veda»
En los versos del Rig-veda (mediados del II milenio a. C.) se dice:

Él, bajo cuya altísima jerarquía de control están los caballos, todos los carros, los pueblos, y el ganado. Él, bajo cuya altísima jerarquía de control son los caballos, todos los carros, los pueblos, y el ganado. Él, que se entregó al Sol de la mañana, el que conduce las aguas, él, oh hombres, es Indra.
Rig-veda 2:12:7, traducción al inglés de Griffith)

Indra, tú que elevaste a los marginados que estaban oprimidos, que glorificas a los ciegos y los cojos.
Rig-veda 2:13:12

Indra, con Váruna y Mitra, es uno de los Aditias, los dioses principales del 'Rig-veda' (además del dios del fuego Agní y de los Ashvins). Él se deleita en el consumo del delicioso elixir de la inmortalidad que embriaga a quien llega a tomarlo por medio de la austeridad necesaria, Soma, y el mito védico central es su heroica victoria sobre el asura Vritrá, liberando los ríos, o, alternativamente, su destrucción del asura Vala, un demonio con forma de caverna en la montaña, donde los Panis habían encerrado a las vacas y a Ushas. Indra es el dios de la guerra, rompiendo las fortalezas de piedra de los Dasius, e invocado por los combatientes de ambos bandos en la batalla de los Diez Reyes.
El Rig-veda frecuentemente se refiere a él como Shakrá (‘poderoso’). En el período védico (entre los siglos XV y VII a. C., se suponía que el número de dioses era de 33, y que Indra era su señor (trayaskim-pati). El Brijad-araniaka-upanishad enumera los dioses como los ocho Vasus, los once Rudras, los doce Aditias, Indra y Prayapati Brahmá). Indra también es mencionado bajo el nombre de Vasavá (‘señor de los dioses Vasus’).
En la edad del Vedanta (hacia el siglo III a. C.), Indra se convirtió en el prototipo de todos los dioses y por lo tanto como rey que podía llamarse Mānavendra (Mánava-Indra, ‘señor de los hombres’). El dios Rama (el héroe del Ramaiana) fue citado bajo el nombre de Raghavendra (Rághava-Indra, ‘señor de los Rághavas’). Por lo tanto, el Indra original fue llamado también Devendra (Devá-Indra, señor de los dioses). Sin embargo, los nombres Shakrá y Vasavá fueron utilizados exclusivamente por el Indra original. Aunque los textos modernos por lo general se adhieren al nombre de Indra, los textos hinduistas tradicionales (los Vedas, las Epopeyas y los Puranas) usan Indra, Śakrá y Vasavá indistintamente y con la misma frecuencia.

De los Vedas soy el Sama-veda; de los semidioses soy Indra, el rey de los cielos; de los sentidos soy la mente; y en los seres vivos yo soy la conciencia de la fuerza viviente.
Krishná, en el Bhagavad-guitá 10: 22

## Relaciones con otros dioses
Indra habría ascendido al trono de los Devas luego de matar a su padre Diaus Pitar (el antiguo dios del cielo) arrastrándolo por un pie y haciéndolo caer desde el cielo.
Indra está casado con Indrani (cuyo padre, Puloman, él había matado). Fue padre —con distintas mujeres— de Áryuna, Yaianta, Midhusa, Nilambara, Kamla, Bhus y Rishabha, entre otros.
Respecto a su relación con otras deidades, Indra mató a los hijos de la diosa Diti, hecho por el cual esta diosa decidió esperar un hijo que fuera más poderoso que Indra y le vengara. Para ello, se mantuvo embarazada durante un siglo, mediante la práctica de la magia. Pero antes del nacimiento Indra la descubrió, y le arrojó su rayo, el cual destrozó el feto en 7 (o 49) partes. Cada parte se regeneró como un individuo, y se convirtieron en los Maruts, un grupo de dioses de la tormenta menos poderosos que Indra.